# Identification des aéronefs de l'US Navy
La Marine des États-Unis attribue depuis 1911 à chaque aéronef acheté un numéro d'identification individuel. Ce système d'immatriculation des aéronefs répond aux mêmes nécessités que celui utilisé par l'USAF, mais présente certaines particularités et n'a jamais été intégré à un système inter-armes, comme ce fut le cas en 1962 pour le système d'identification des types d'aéronefs. Les aéronefs de l'US Marine Corps étant achetés par l'US Navy, ils sont intégrés au système d'identification de celle-ci, mais les Garde-Côtes étant rattachés en temps de paix au département de la Sécurité intérieure des États-Unis, ils disposent de leur propre système.

## Premier système
Le premier aéronef acheté par la Marine des États-Unis fut un hydravion à flotteurs Curtiss Triad. Il fut alors décidé d'attribuer une lettre par constructeur (A pour Curtiss, B pour Wright...) et de numéroter chaque appareil dans l'ordre de son acquisition auprès du constructeur. Le premier Curtiss Triad fut donc numéroté A-1 et le premier Wright CH B-1.
Ce système fut rapidement modifié pour distinguer les différents types d'aéronefs livrés par les divers constructeurs : les hydravions à coque Curtiss reçurent la lettre C, la lettre D fut utilisée pour des appareils commandés auprès de Burgess, la lettre E réservée aux amphibies Curtiss. Il y avait donc confusion entre immatriculation et type.

## Second système
En mars 1914, le système d'immatriculation basée sur l'identification du constructeur fut abandonné au profit d'un nouveau système basé sur deux lettres et un chiffre. La première lettre désignait la classe de l'appareil (A pour avion, B pour ballon libre, C pour dirigeable et D pour ballon captif), la seconde le type d'appareil (B pour hydravion à coque, H pour hydravion à flotteurs, X pour amphibie, etc.) et une séquence numérique était attribuée à chaque groupe de deux lettres. Les appareils encore en service et immatriculés selon le premier système furent réimmatriculés. Ainsi les Curtiss F C-1 à C-5 devinrent AB-1 à AB-5.

## Le système actuel

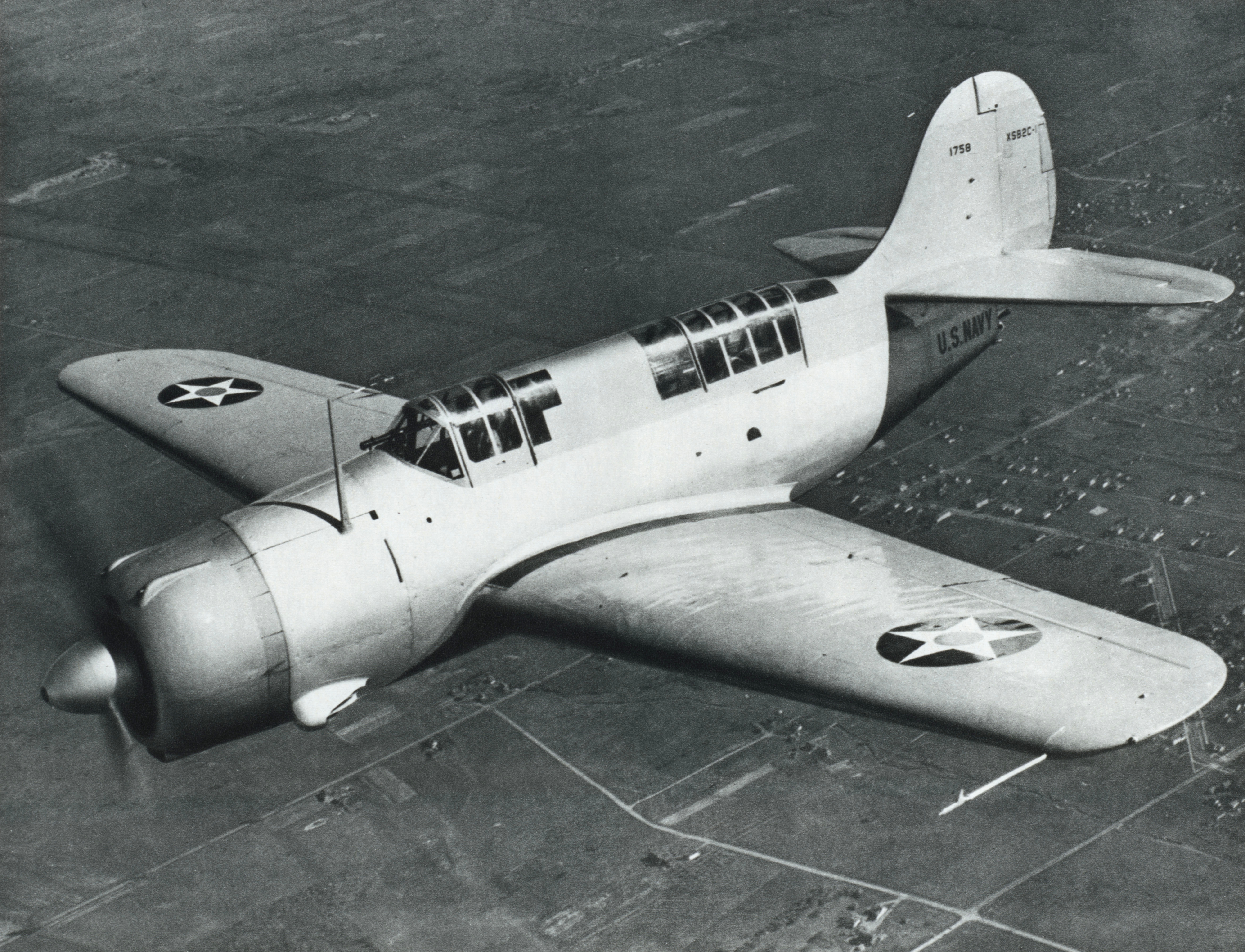
Le prototype XSB2C-1, Bureau Number 1758 sur la dérive, devant la désignation de l'appareil, en vol en 1941.

L'entrée en guerre des États-Unis en mai 1917 entraina l'adoption d'un système simplifié, chaque appareil étant immatriculé dans une séquence numérique unique. Le système du préfixe à deux lettres étant initialement maintenu, il fut décidé de commencer la séquence numérique au nombre '51' pour éviter tout risque de doublons. Le premier appareil fut un Wright Model K.
Le système de préfixe à deux lettres fut abandonné le 19 mai 1917, remplacé par la seule lettre 'A' pour Aeroplane (Avion). Il disparut à son tour à la fin de l'année fiscale 1930, le dernier appareil ayant porté un préfix A étant le  Berliner Joyce OJ-2 A-9204.
Les numéros individuels d'identification des aéronefs de l'US Navy étaient initialement désignés building numbers. Transformés en designating numbers ils sont officiellement devenus Bureau Numbers ou BuNo en 1921. Ils sont en effet attribués par le Bureau of Aeronautics de l'US Navy, créé en 1921.

## Particularités
Les Bureau Numbers sont attribués à la commande et non à la livraison des aéronefs. Leur valeur n'est donc pas le reflet du nombre d'appareils mis en service par l'US Navy. Outre les annulations massives de commandes à la fin de la Seconde Guerre mondiale, les évolutions politiques, financières ou techniques auxquels est confrontée l'US Navy l'ont souvent entrainée à annuler des programmes depuis la fin de la Guerre de Corée. De même certains BuNo ont pu être réattribués à une autre commande après l'annulation d'un programme. 
Un aéronef cédé par l'US Air Force à la Navy ne reçoit, en principe, un BuNo, que si ce transfert est supposé permanent, mais certains appareils faisant l'objet de prêt temporaire ont également bénéficié d'une numérotation délivrée par le Bureau of Aeronautics.

## Les séquences
Le BuNo 9999 fut attribué en 1935. Il fut alors décidé de ne pas passer à une numérotation à cinq chiffres mais de reprendre à 0001 (Dirigeable Goodyear G-1). Or en 1940 la multiplication des commandes dans le cadre du programme de réarmement américain voulu par le président Roosevelt risquait de créer une confusion entre les appareils nouvellement commandés et les derniers appareils immatriculés dans la seconde séquence, toujours en service. La seconde séquence fut donc interrompue avec le BuNo 7303, et remplacés par une troisième, à cinq chiffres, débutant à 00001.
Le BuNo 99999 fut délivré en 1945 mais la séquence numérique a alors été étendue à six chiffres. Le 16 décembre 2008 Northrop Grumman à présenté à Palmdale le prototype Northrop Grumman X-47B, qui porte le BuNo 168063.
Cette série à 6 chiffres a connu quelques exceptions, avec des appareils numérotés entre 198003 et 999794. Il s'agit en fait d'appareils provenant d'autres services et dont le BuNo a été construit à partir d'un serial de l'US Air Force, du numéro de série du constructeur, etc ... Les Kfir loués en Israël en 1987 pour simuler des avions ennemis pour la formation de ses pilotes ont reçu des BuNo reprenait le numéro de série du constructeur commençant par 999. 